# А роза упала на лапу Азора
«А роза упала на лапу Азора» — однострочный палиндром, один из наиболее известных русских палиндромов, нередко приводимый как пример этой литературной формы. Начиная с «Поэтического словаря» А. П. Квятковского авторство этой фразы приписывается А. А. Фету, в более ранних источниках она фигурирует как анонимная: так, уже в 1866 году М. М. Стасюлевич приводит эту строчку в качестве «известного стиха, которым у нас забавляются дети». Особую популярность придало этой фразе использование А. Н. Толстым в сказке «Золотой ключик, или Приключения Буратино» (1935), где Мальвина предлагает её Буратино в качестве диктанта, — по мнению М. С. Петровского, палиндром у Толстого символизирует закольцованность сюжета сказки (Буратино вернётся в каморку папы Карло, из которой вышел на поиски приключений), а также служит пародийной отсылкой к драме Александра Блока «Роза и Крест», мысль о том, что Азор отсылает у Алексея Толстого к мистике символизма, развивает также его внучка, исследовательница Е. Д. Толстая.
Согласно Т. Б. Бонч-Осмоловской, посвятившей этому палиндрому специальное исследование, вероятным источником фразы про розу и Азора является французская опера-балет «Земира и Азор» (1771, либретто Жана Франсуа Мармонтеля, музыка Андре Гретри) на сюжет сказки «Красавица и Чудовище»: чудовище, облик которого получил заколдованный принц, в этой версии сказки звалось Азором. Опера Гретри была впервые представлена в России в 1777 г. в придворном театре, по случаю неофициального визита в Россию короля Швеции Густава III, и на протяжении нескольких десятилетий пользовалась большой популярностью, но в дальнейшем имя Азор превратилось в собачью кличку, встречающуюся в романах М. Н. Загоскина «Рославлев, или Русские в 1812 году» (1830), Н. В. Гоголя «Мёртвые души» (1842) и Л. Н. Толстого «Война и мир» (1863—1869), а затем также и в повести А. П. Чехова «Огни» (1888) — где, по мысли А. В. Кубасова, это имя уже может использоваться как отсылка к палиндрому.
В Москве с 1991 г. работает художественная галерея «Роза Азора».